# Birgelener Pützchen

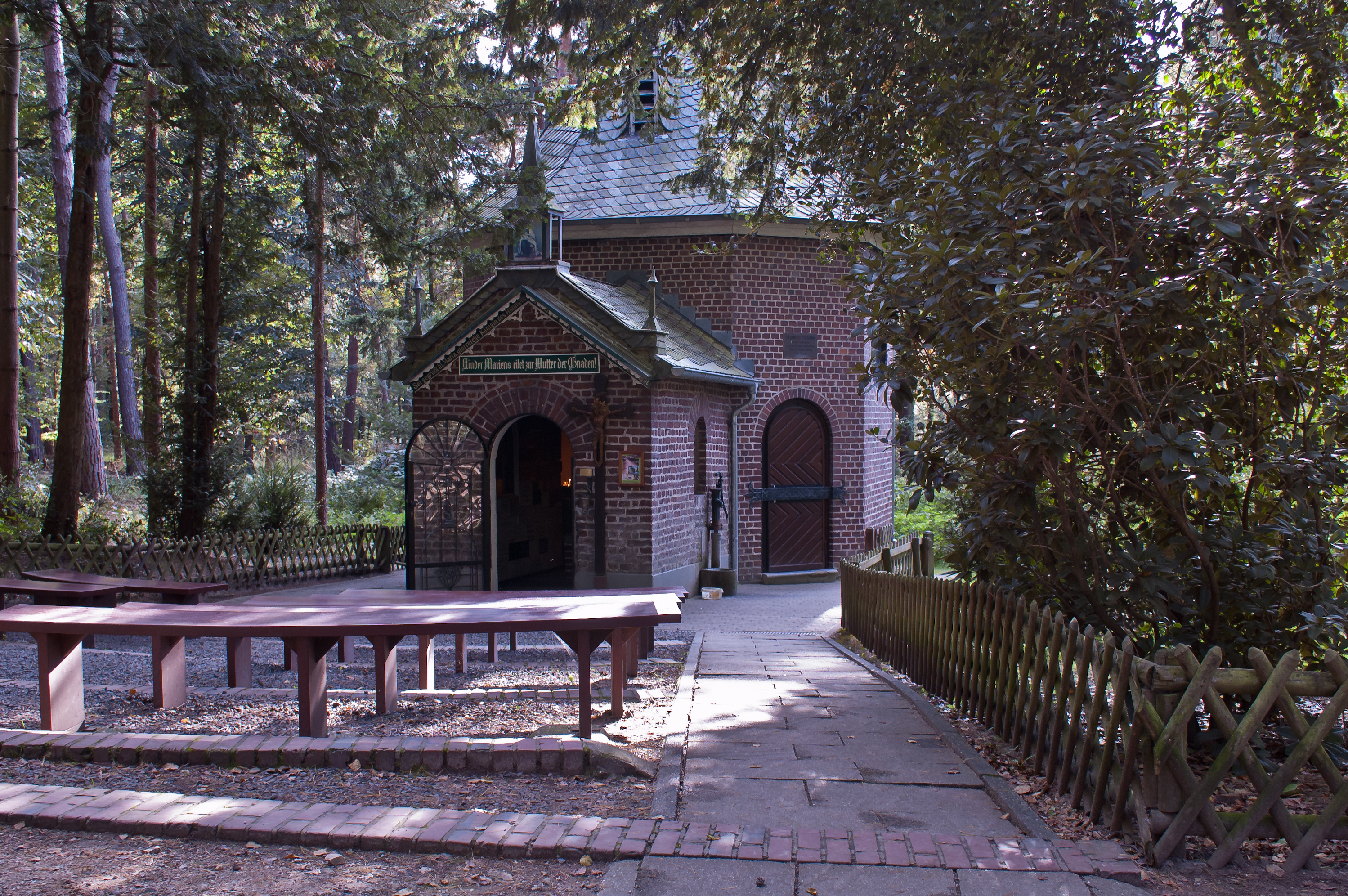
Birgelener Pützchen

Das Birgelener Pützchen ist eine Marienwallfahrtskapelle im Wald zwischen der Wassenberger Oberstadt und Birgelen im Kreis Heinsberg.
Geführt vom 1910 errichteten Kreuzweg befindet sich unmittelbar am Rande des östlichen Steilhanges des Rurtales im Wald die Kapelle mit dem Willibrordus-Brunnen. Nach der Überlieferung soll der heilige Willibrordus um das Jahr 705 in Birgelen die Bergkirche, die an der Stelle der heutigen Friedhofskapelle stand, gegründet haben. Ein erstes steinernes Bethäuschen wurde 1795 errichtet; und um 1850 wurde der Brunnen (Pütz) eingefasst und eine Kapelle darüber gebaut. Der oktogonale Hauptraum der Kapelle am Pützchen wurde im Jahre 1933 dem kleineren, über rechteckigem Grundriss errichteten Gebäudeteil aus dem Jahr 1863 angefügt. Das Wasser des Pützchens gilt als heilsbringend und soll durch seinen Siliciumdioxid-Anteil besonders Augenleiden lindern.
Eine erste urkundlich belegte Pilgerfahrt erfolgte im Jahr 1718. Jeweils am ersten Sonntag im Mai findet seit 1928 an der Kapelle der Pützchenssonntag statt.
In dem Turm ist eine Glocke, die von Hand betätigt wird. Sie schlägt den Ton es³ und kann mithilfe einer bereitgelegten Stange, welche man an das Seil klemmt, geläutet werden.
Infolge einer Brandstiftung vom Anfang Juli 2009 wurden die Kapelle und der Altar stark beschädigt. Im Frühjahr 2010 konnte der Altar wiederhergestellt und die Brandschäden am Gebäude beseitigt werden. Nach erneuten Beschädigungen ist im Sommer 2010 ein schönes schmiedeeisernes Türgitter montiert worden.